# Mugnano del Cardinale
Mugnano del Cardinale este o comună din provincia Avellino, regiunea Campania, Italia, cu o populație de 5.122 locuitori (1 ianuarie 2023) și o suprafață de 12,3 km².

## Demografie
Mugnano del Cardinale - evoluția demografică

|  | Graficele sunt indisponibile din cauza unor probleme tehnice. Mai multe informații se găsesc la Phabricator și la wiki-ul MediaWiki. |

Date: Recensăminte sau birourile de statistică - grafică realizată de Wikipedia